# Elmenhorst (Lauenburg)
Elmenhorst ist eine Gemeinde im Kreis Herzogtum Lauenburg in Schleswig-Holstein.

## Geographie

### Lage und Ortsteile
Das Gemeindegebiet von Elmenhorst erstreckt sich östlich des Sachsenwaldes etwa 6 km nordöstlich von der Stadt Schwarzenbek. Es erstreckt sich naturräumlich im südöstlichen Teilbereich der Haupteinheit Ostholsteinisches Hügel- und Seenland (Nr. 702) im Süden des Schleswig-Holsteinischen Hügellandes. Von Norden heranfließend umrundet der Fluss Steinau das Gemeindegebiet im Westen um im Anschluss südostwärts fließend bei Büchen in den Elbe-Lübeck-Kanal zu münden (historisch in die weiter östlich parallel fließende Delvenau).
Siedlungen im Gemeindegebiet sind die amtlich erfassten Wohnplätze des namenstiftenden Dorfes sowie die Gutshofsiedlung Gut Lanken und die Häusergruppe Sachsenwaldkaserne.

### Nachbargemeinden
Unmittelbar an Elmenhorst grenzende Gemeindegebiete sind:
| Havekost | Basthorst, Fuhlenhagen, Talkau              |          |
|          | Kompassrose, die auf Nachbargemeinden zeigt |          |
| Grove    | Sahms, Groß Pampau                          | Kankelau |

## Geschichte
Das Dorf wurde im Jahr 1230 im Ratzeburger Zehntregister zum ersten Mal urkundlich erwähnt. Seit 1948 gehört die Gemeinde zum Amt Schwarzenbek-Land.

## Politik

### Gemeindevertretung
Bei der Kommunalwahl 2023 errang die Aktive Wahlgemeinschaft Elmenhorst erneut alle elf Sitze in der Gemeindevertretung. Die Wahlbeteiligung betrug 51,2 Prozent.

### Wappen
Blasonierung: „In Silber mit blauem Bord rechts eine grüne geschwungene Ähre, links ein grünes Ulmenblatt, an der Basis beide nahtlos verbunden.“

## Wirtschaft und Infrastruktur
In Elmenhorst gibt es mehrere Einzelhandelsbetriebe. Außerdem befindet sich in Elmenhorst die Kreisfeuerwehrzentrale.
In der Gemeinde gibt es einen Kindergarten. Im Ortsteil Lanken befindet sich ein eigenes Industriegebiet mit mehreren dort ansässigen Betrieben.

## Sehenswürdigkeiten
In der Liste der Kulturdenkmale in Elmenhorst (Lauenburg) stehen die in der Denkmalliste des Landes Schleswig-Holstein eingetragenen Kulturdenkmale.

## Freizeit
Der 1976 gegründete Sportverein SIG Elmenhorst bietet Sport in mehreren Sparten an. Die Skatsparte hat an mehreren Deutschen Meisterschaften teilgenommen und 2007 eine Städtemeisterschaft gewonnen.